# Radiologia del peritoneo e retroperitoneo

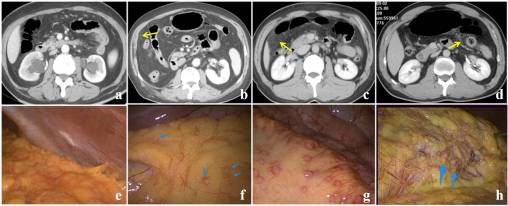
Metastasi peritoneali da carcinoma gastrico rilevate mediante TC come aree variamente iperdense rispetto al grasso omentale. Confronto con immagini ottenute mediante laparoscopia

La radiologia dell'addome utilizza la radiografia, l'ecografia, la tomografia computerizzata (TC) e l'imaging a risonanza magnetica (RM) per studiare l'addome ed i visceri contenuti al suo interno.
In questa voce si parlerà prevalentemente della patologia a carico della cavità addominale (peritoneo e retroperitoneo).

## Peritoneo
Le tecniche più accurate per studiare il peritoneo sono la TC e la RM. La radiologia tradizionale (radiografia dell'addome) ha l'importante ruolo di rilevare l'eventuale presenza di aria libera nella cavità addominale (pneumoperitoneo, sempre localizzato nelle porzioni meno declivi), segno importante secondario alla perforazione di un viscere cavo. L'ecografia, mediate sonde che lavorano a 3,5 MHz è invece l'esame di primo livello ner rilevare l'eventuale presenza di falde liquide libere in addome, che di solito si localizzano a livello delle porzioni più declivi (tasca di Morrison, in sede periepatica e perisplenica e lungo il cavo del Douglas); utilizzando sonde da 7,5 MHz è possibile anche la visualizzazione dei foglietti peritoneali per la ricerca di eventuali impianti neoplastici.
Mediante la TC è possibile osservare in modo dettagliato e con un ottimo contrasto gli spazi ed i recessi peritoneali se sono pieni di liquido, la cui presenza è spesso da riferire ad una patologia (in condizioni normali questi spazi sono cavità virtuali e quindi non sono visibili alla TC). Utilizzando il mezzo di contrasto iniettato per via endovenosa è possibile mettere in risalto gli impianti neoplastici (carcinosi peritoneale), mentre dando da bere del mezzo di contrasto orosolubile (polietilenglicole) è possibile migliorare la visualizzazione distendendo le anse intestinali.
La RM eseguita eseguita con sequenze ultraveloci pesate in T2 mette anch'essa in risalto le falde liquide a livello peritoneale.
Le principali patologie a livello peritoneale sono di eziologia infiammatoria (peritonite), si manifestano radiologicamente come accumulo di liquido e possono avere varia eziologia (infettiva, traumatica, neoplastica, ecc...)
L'emoperitoneo (accumulo di sangue nella cavità peritoneale) è invece dovuto a rotture di vasi sanguigni o di organi molto vascolarizzati come la milza ed il fegato, come pure di angiomi o lesioni da epatocarcinoma. Anche la pancreatite acuta può evolvere in emoperitoneo. Tale quadro clinico si presenta all'ecografia in modo disomogeneo, mentre alla TC il sangue appare dapprima iperdenso per poi diventare col tempo ipodenso.
In seguito a peritonite è possibile anche la formazione di raccolte purulente (ascessi). Gli ascessi sono visibili sia in ecografia che in TC e sono caratterizzati dalla presenza di bolle d'aria o di un livello idro-aereo, a cui si associa in ecografia disomogeneità del liquido interno per la presenza di materiale corpuscolato. Un ascesso maturo è caratterizzato da una parete spessa. Il mezzo di contrasto somministrato per via orale è utile per distinguere gli ascessi dalle anse intestinali alla TC.
La carcinosi peritoneale può essere dovuta a primitività originanti da tutti gli organi addominali (più spesso stomaco ed ovaio) ed è visibile come raccolte fluide associate ad impianti peritoneali ben concentranti il mezzo di contrasto e più spesso localizzati a livello del cavo del Douglas, della porzione inferiore del mesentere, dal mesosigma e dalla doccia parieto-colica destra. Un interessamento massivo è definito omental cake. I tumori primitivi del peritoneo sono rari e rappresentati essenzialmente dal mesotelioma, tipico delle persone esposte all'asbesto.
Lo pseudomixoma del peritoneo è invece dovuto all'accumulo di muco ed è tipicamente causato da neoplasie mucinose dell'ovaio o da rotture di un mucocele dell'appendice vermiforme.
Il mesentere può essere inoltre sede di linfoadenopatie di varia eziologia, così come di neoplasie primitive (lipoma, teratoma, carcinoide, liposarcoma). Le linfodenopatie da linfoma non Hodgkin spesso avvolgono i vasi mesenterici (segno del Sandwich), mentre i carcinoidi sono spesso associati ad una reazione desmoplastica che appare come strie che tendono l'ansa su cui la lesione aderisce. In alcuni casi la lesione da carcinoide può contenere una calcificazione
La TC è inoltre molto utile nella ricerca dell'aria libera dovuta a perforazioni coperte, allo stesso modo TC ed RM sono utili per cercare raccolte liquide profonde che possono sfuggire all'ecografia.
È possibile inoltre rilevare raccolte di bile o urina in caso di perforazioni a livello dell'albero biliare o dell'apparato urinario, tuttavia non è possibile distinguere con le metodiche radiologiche il tipo di liquido.

## Retroperitoneo
Le raccolte ascessuali in retroperitoneo possono essere sospettate all'esame radiografico diretto dell'addome quando non si osserva più l'ombra dei muscoli ileo-psoas o dei reni (se è presente perinefrite). Se il processo infiammatorio coinvologe anche le vertebre è possibile osservare lesioni osteolitiche oppure degli addensamenti "a bisacca" o "a goccia". Ecografia e soprattutto TC ed RM sono invece dirimenti.
Nella fibrosi retroperitoneale la placca fibrosa coinvolge l'aorta fra le origini delle arterie renali e delle iliache comuni. In ecografia è spesso visibile dilatazione delle vie escretrici renali ed a volte il manicotto di tessuto fibroso causale; tale tessuto è sempre ben visibile in TC ed RM. Alla RM la fibrosi risulta ipointensa nelle sequenze T1 pesate e a intensità mista in quelle T2 pesate (iperintensa in zone affette da edema o in stadio iniziale). All'Uro-TC gli ureteri di solito presentano il tipico restringimento a livello del loro terzo inferiore ("a punta di matita").
Nelle emorragie retroperitoneali (spesso post traumatiche) TC ed RM consentono di evidenziare sia l'estensione del processo sia la sua origine. All'RM il segnale nei primi giorni è identico a quello del liquido, ma dopo 2-4 giorni si evidenzia iperintensità nelle sequenze T1 pesate in seguito al metabolismo dell'emoglobina che viene degradata a metamoglobina. L'esame radiografico diretto in questi casi può evidenziare scomparsa o traslocazione delle ombre degli organi adiacenti, mentre ecografia e TC sono anche utili per pianificare un drenaggio percutaneo.
Le neoplasie retroperitoneali primitive o l'invasione in retroperitoneo da parte di primitività da organi adiacenti sono sospettabili all'esame diretto dell'addome se questo evidenzia calcificazioni o opacità di densità parenchimatosa, come anche dislocazione degli organi adiacenti. L'ecografia in tali casi non è sempre di facile esecuzione per via dell'aria contenuta nelle anse intestinali, motivo per cui si ricorre a TC (utile anche per pianificare una biopsia) ed RM (che consente di studiare molto bene l'invasione locale e caratterizzare il tessuto tumorale).
Il ganglioneurinoma si evidenzia come una massa lobulata, ben definita e che circonda i grossi vasi addominali. Dopo somministrazione del mezzo di contrasto endovena la lesione appare ipodensa alla TC rispetto ai tessuti intorno, mentre in RM basale si osserva iperintensità sia sulle sequenze T1 che T2 pesate (a seconda della prevalenza di componente mucosa). Dopo somministrazione di mezzo di contrasto paramagnetico il potenziamento è omogeneo e ritardato a causa del materiale mixoide contenuto che ne ritarda lo stravaso.
Il ganglioneuroblastoma presenta invece aspetto più vario, a volte è capsulato e spesso contiene calcificazioni granulari. Il neuroblastoma invece non è capsulato, spesso infiltra gli organi adiacenti e contiene calcificazioni grossolane, mentre in RM presenta segnale variabile sia nelle sequenze T1 pesate che in quelle T2 pesate; dopo somministrazione di mezzo di contrasto mostra intenso enhancement.
Il paraganglioma alla TC mostra un'area necrotico/emorragica al centro con spesso associato un livello fluido; dopo somministrazione di mezzo di contrasto presenta intenso enhancement. Alla RM appare iperintenso ed omogeneo nelle sequenze T2 pesate. Questo tumore può raramente rompersi e dare emorragie.
I tumori delle guaine nervose alla TC sono evidenti come masse ben circoscritte, ovalari e con cisti e calcificazioni puntiforme o curvilinee nel loro contesto disposte lungo il bordo. Dopo somministrazione del mezzo di contrasto appaiono omogenei ad eccezione delle zone cistiche. In RM appaiono ipointensi nelle sequenze T1 pesate e disomogenei in quelle T2 pesate; dopo somministrazione di mezzo di contrasto paramagnetico sono più evidenti le aree cistiche. Le forme benigne non sono radiologicamente distinguibili dalle maligne.
Il neurofibroma si presenta poco iperdenso alla TC con mezzo di contrasto per via dell'alto contenuto di lipidi, mentre in RM la porzione periferica è iperintensa nelle sequenze T1 pesata ed ipointensa in quelle T2 pesate (in quanto al centro è presente tessuto nervoso ed in periferia tessuto mixoide).
Il liposarcoma appare spesso alla TC come una massa disomogenea di densità adiposa con aree necrotiche e calcifiche. Nelle forme più maligne con maggior componente mesenchimale la lesione è più iperdensa ed è difficilmente distinguibile da altre forme di sarcoma. Il segnale RM è tipico del grasso ed incrementa nettamente dopo somministrazione di mezzo di contrasto.
I linfomi a localizzazione retroperitoneale si presentano come masse che avvolgono i grossi vasi. La metodica più adatta per stadiarli è la tomografia a emissione di positroni, eseguita nei reparti di medicina nucleare.